# Notula

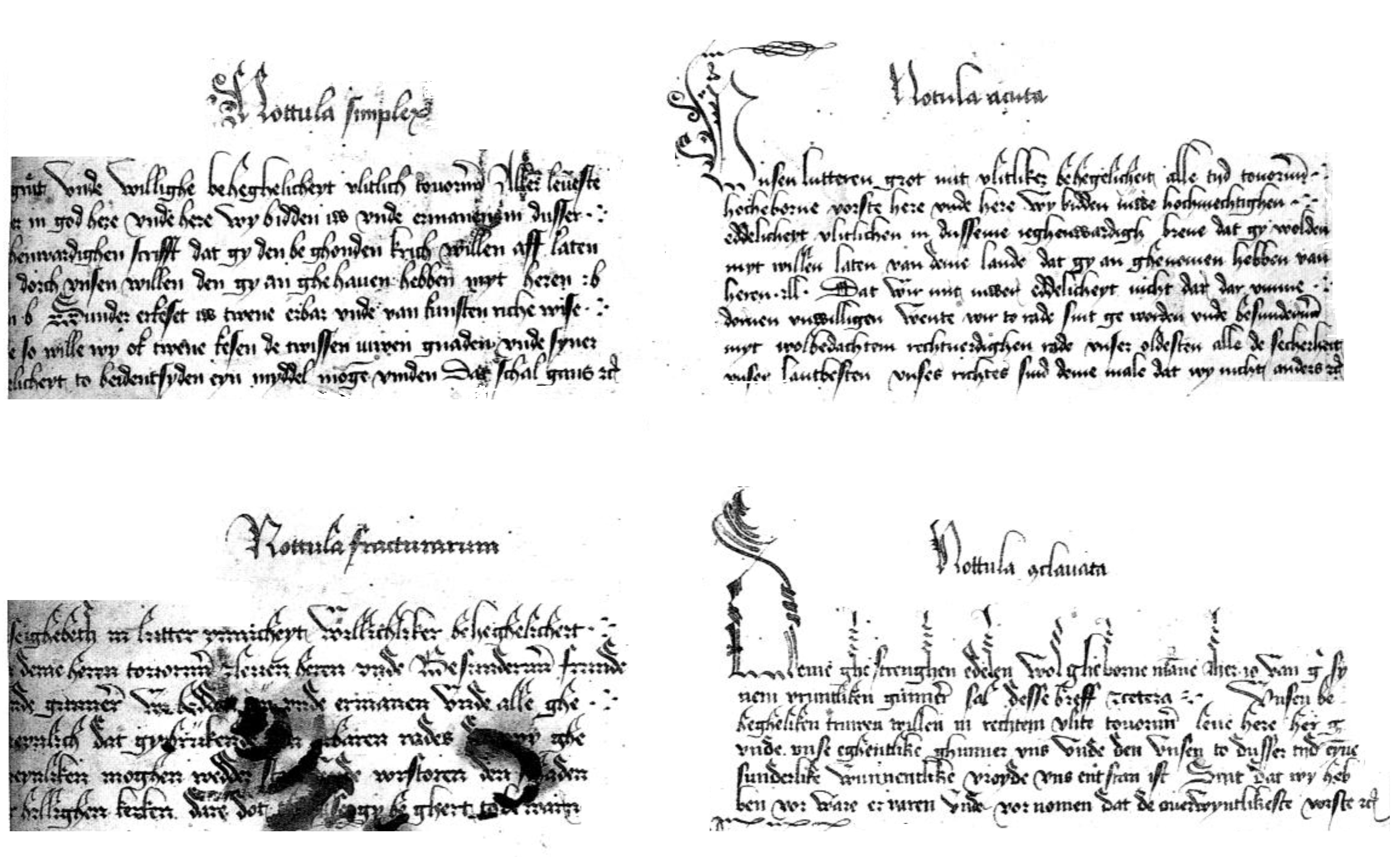
Varianten der Notula aus einem spätgotischen Schriftmusterblatt, aus dem 14. Jh. (Staatsbibliothek Berlin)

Die Notula (Notizenschrift, auch „Nottel“) ist die jüngere Gotische Kursive, die im 12./13. Jh. aus der Gotischen Minuskel als Gebrauchsschrift entstand. Es war eine spätmittelalterliche Bezeichnung für Kursivschriften des 13. – 15. Jh., wie sie für Urkunden, Briefe, „Glossen“ (Randbemerkungen in Büchern) und Vorlesungsmitschriften verwendet wurde. Die Schreibmeister des späten Mittelalters unterschieden mehrere Varianten der gotischen Kursive, darunter Notula simplex, Notula acuta (spitz), Nottula fracturarum (mit Brechungen) und Nottula conclavata.

## Entstehung
Ab dem 11. Jahrhundert vollzog sich ein Stilwandel von der Karolingischen zur Gotischen Minuskel.
Während in den Jahrhunderten des Hochmittelalters fast nur Mönche und Klosterschüler die Schrift erlernten, kamen nun Gelehrte und Studenten an den Universitäten, Schreiber in vielen Kanzleien der Fürsten und Städte sowie sonstige Laien hinzu, denen die Textura mit ihren spitzen und umständlichen Formen zu zeitraubend und bei dem damals neuen Beschreibstoff Büttenpapier auch zu unpraktisch geworden war.
Im 13. Jh. wurden für private Buchabschriften oder „profane“ Texte eine leichter zu schreibende Schriftart als die Textura entwickelt. Diese gotische Kursive wurde auch als Notula bezeichnet und hat sich aus den Verkehrs- und Urkundenschriften entwickelt. Sie bildete später die Grundlage für die Bastarda, die spätgotische Buchkursive und die Kanzleischrift. Die spätgotischen Versalien wurden nun schwungvoll geschrieben.
Für alltägliche Schreibarbeiten existierten mehrere Arten von flüssig geschriebenen Gotischen Kursiven.
Aus dem 14. Jahrhundert ist ein gotisches Schriftmusterblatt überliefert, das verschiedene Varianten der Kursivschrift zeigt, so zum Beispiel Nottula simplex (einfache Notula), Notula acuta (spitze Notula), Nottula fracturarum (Notula mit Brechungen) und Notula conclavata.

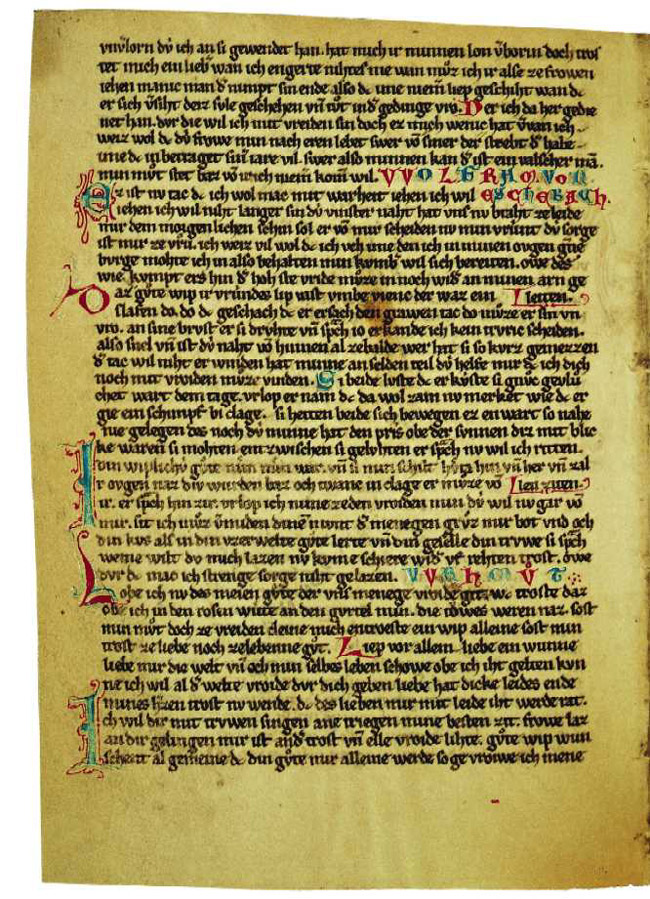
Kleine Heidelberger Liederhandschrift in Gotischer Minuskel, 13. Jahrhundert
Das Bastarda-Alphabet nach der Pantographia von Edmund Fry (1799)
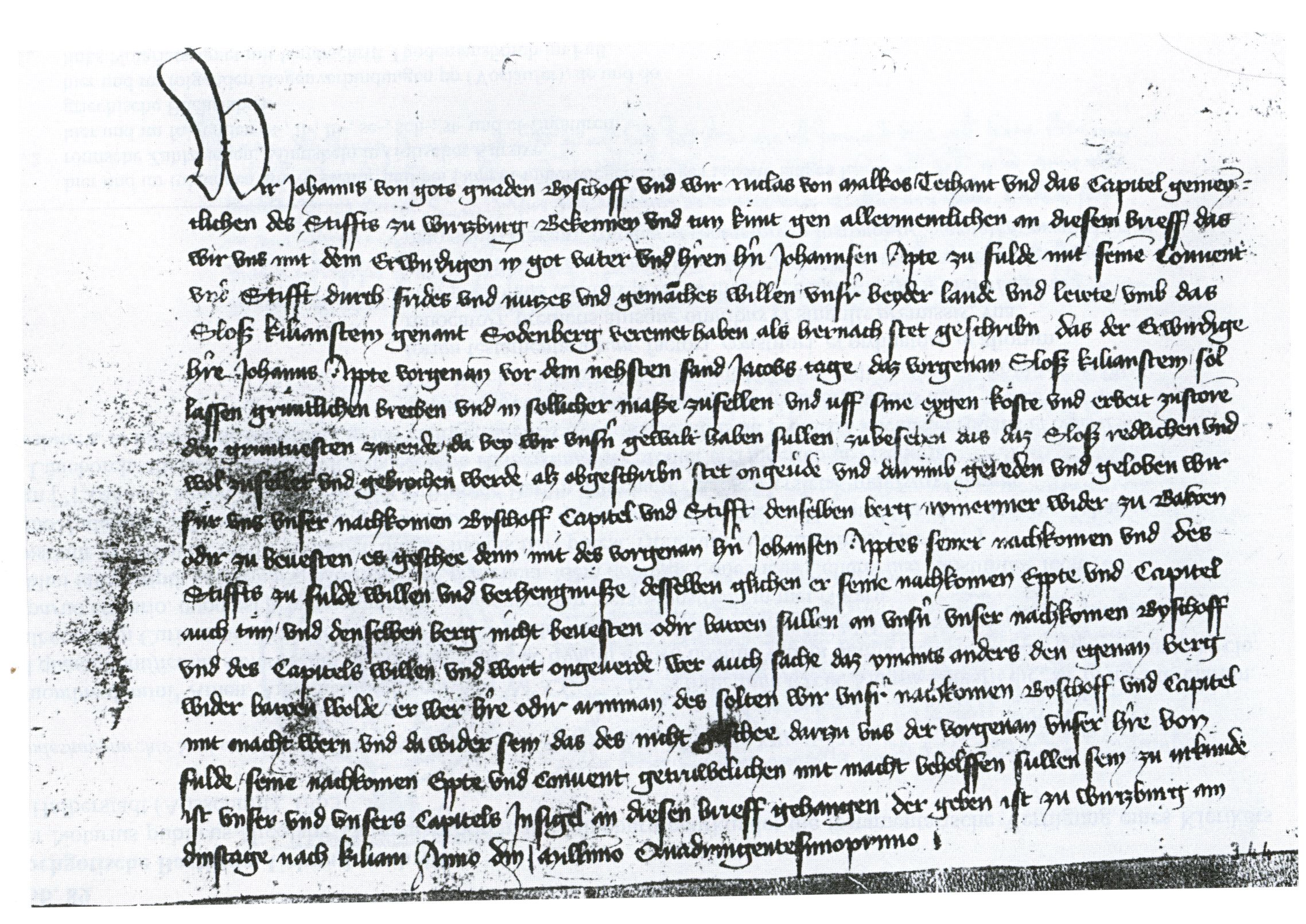
Kanzleibastarda in einer Urkunde Bischof Johanns von Würzburg von 1401.

## Merkmale
Die Notula entstand mit der Absicht, das Schreiben der Gotischen Minuskelschrift zu beschleunigen. Dazu wurden zwei oder drei Buchstaben ohne abzusetzen aneinandergereiht und fast verbunden. Man durchsetzte die Textura mit kursiven Elementen, die vielfach der Urkundenschrift entliehen waren. Die so entstandene Kursive ist gekennzeichnet durch:
- das Mitschreiben der Luftlinien (Schlingenbildungen) an den Oberlängen von b, d, k, l;
- die kurzschäftigen Buchstaben m, n, u und i wandeln sich meist in eine fortlaufende Zackenlinie und sind oft kaum zu unterscheiden;
- die Kleinbuchstaben erhalten nun keine kurzen Ansatz- und Abschlussstriche mehr, sondern werden, wie in der modernen Kurrentschrift, direkt verbunden;
- die Oberlängen von b, d und h sowie die Unterlänge von g werden (in Anlehnung an Urkundenschriften) mit Schlingen/Schleifen versehen, die mehr oder weniger schwungvoll sind und eine Verbindung mit den nachfolgenden Buchstaben ermöglichen[10].

Karin Schneider beschreibt bei der gotischen Kursive eine „jüngere“ Form (13. Jh.):
- als Vereinfachung und Beschleunigung der Schrift
- das einstöckige a (ɑ)
- der untere offene Bogen des g
- Schleifen vor den Buchstaben v und w